# Maładziożny (przystanek kolejowy w obwodzie brzeskim)
Maładziożny (biał. Маладзёжны, ros. Молодёжный) – przystanek kolejowy w miejscowości Malkowicze, w rejonie hancewickim, w obwodzie brzeskim, na Białorusi. Leży na linii Równe – Baranowicze – Wilno.